# 戴氏吻鰕虎魚
戴氏吻鰕虎魚（学名：Rhinogobius davidi）为背眼鰕虎魚科吻鰕虎魚屬的鱼类。在中国，分布于浙江、福建汀江水系、海南等。该物种的模式产地在浙江。

## 扩展阅读
維基物種上的相關：戴氏吻鰕虎魚